# 石南站
石南站（：／ Seongnam yeok */?）副站名龜市場，是首爾地鐵7號線與仁川地鐵2號線沿線交會的一座轉乘車站，同時也是首爾地鐵7號線的終點車站，位於韓國仁川廣域市西區石南洞。

## 車站構造
兩線站體均為2面2線側式月台的地下車站，候車月台皆設有月台幕門。

### 首爾7號線月台
| 山谷 ↑   |
| \| 上    |
| 起終點站 |

| 月台 | 路線           | 目的地                                                         |
| ---- | -------------- | -------------------------------------------------------------- |
| 上行 | ●首爾地鐵7號線 | 富平區廳、溫水、大林、高速巴士客运站、江南區廳、上鳳、長岩方向 |
| 下行 | ●首爾地鐵7號線 | 此站終着                                                       |

### 仁川2號線月台
| 佳亭中央市場 ↑ |
| 下 \| 上       |
| ↓ 西部女性會館 |

| 月台 | 路線               | 目的地       |
| ---- | ------------------ | ------------ |
| 上行 | ●仁川都市铁道2号线 | 黔丹梧柳方向 |
| 下行 | ●仁川都市铁道2号线 | 雲宴方向     |

## 歷史
- 2016年7月30日：落成啟用[1]。
- 2021年5月22日：首爾地鐵7號線站體開通。

## 車站周邊
- 仁川大路（朝鲜语：인천대로）
- 仁川保健高校
- 仁川石南中學
- 仁川佳佐女子中學
- 石南體育公園
- 圓寂山體育公園
- 龜市場
- 新成民醫院
- 青羅國際都市（朝鲜语：청라국제도시）

## 圖片

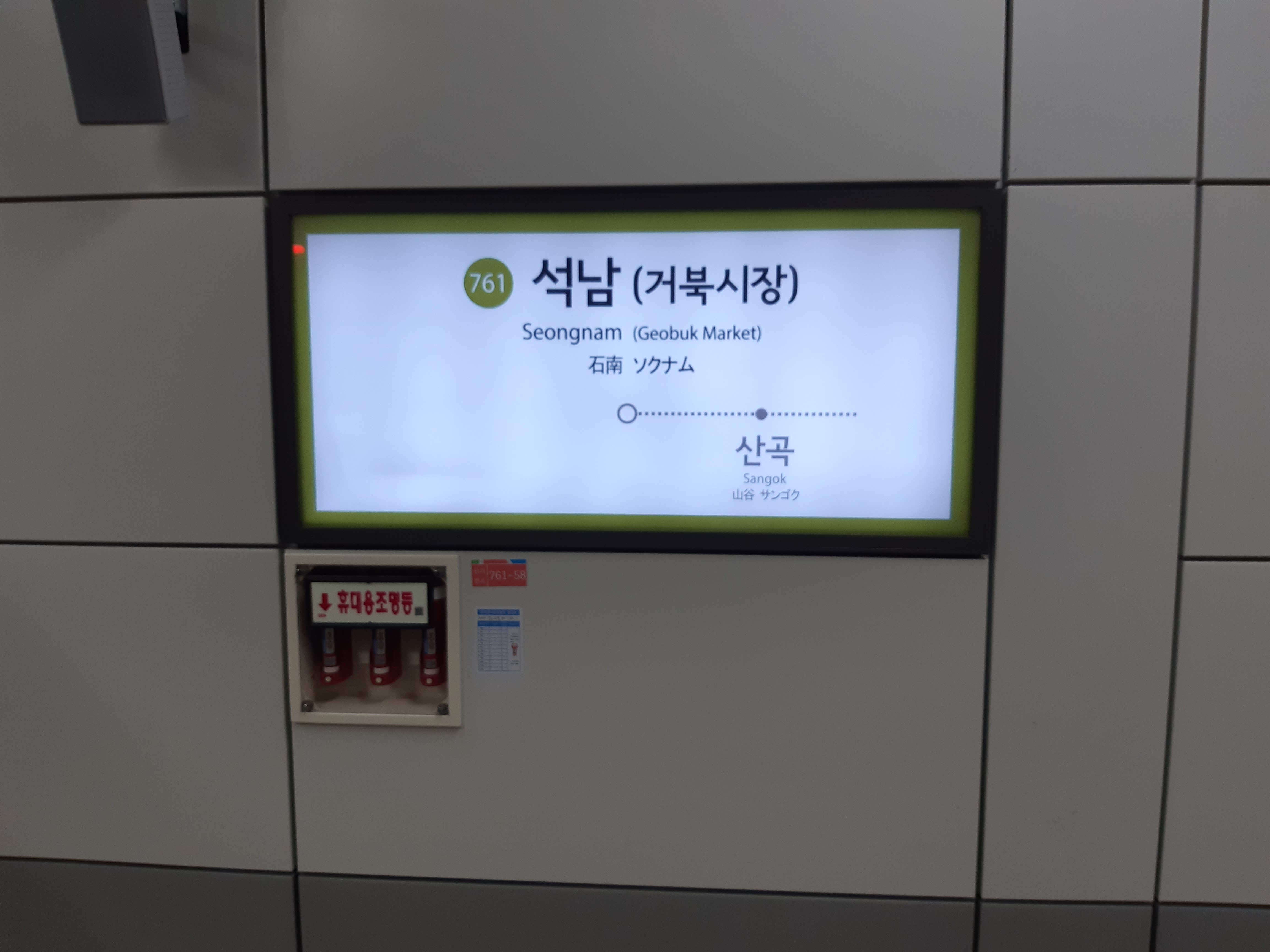
首爾7號線站名牌
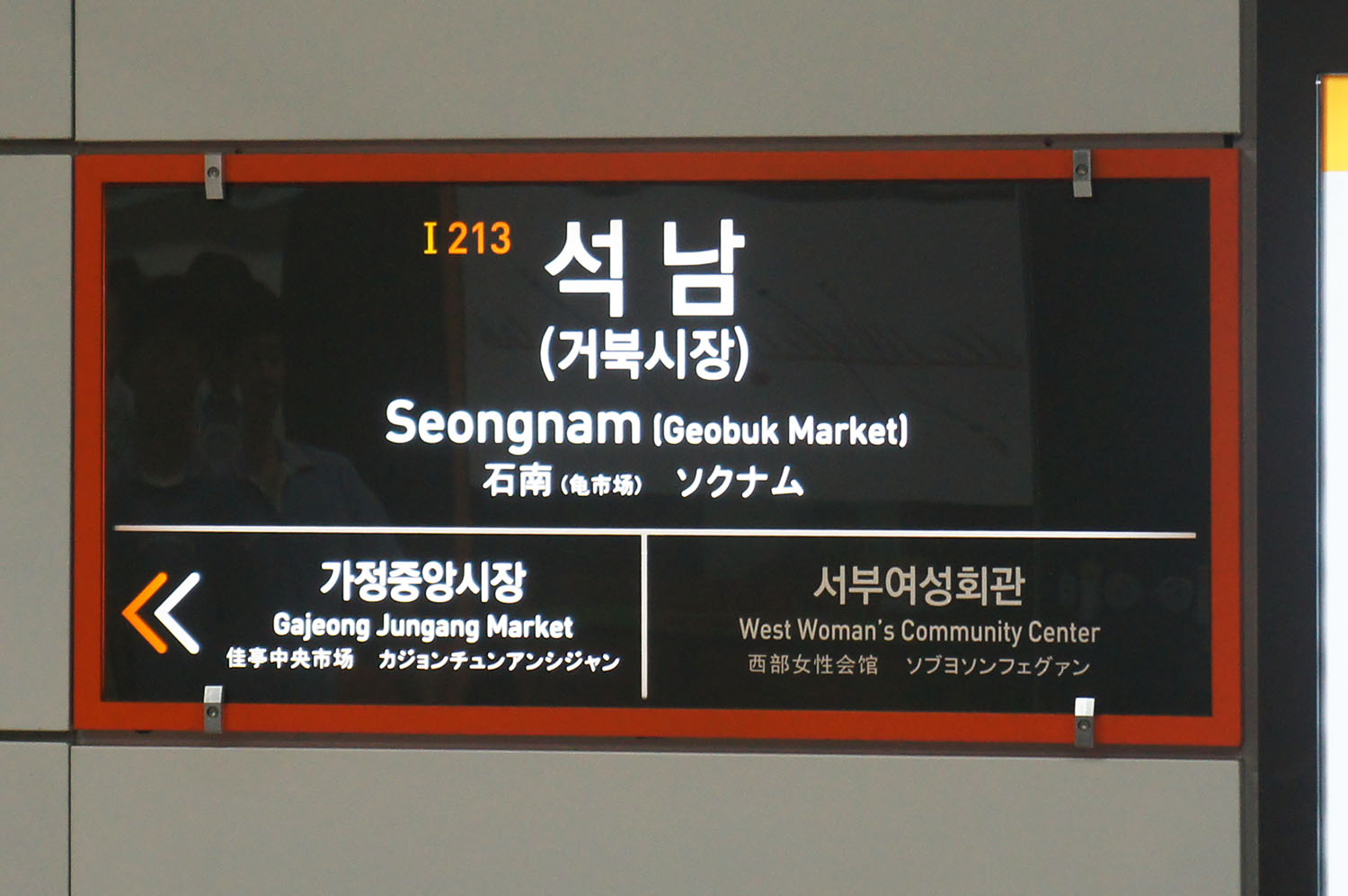
仁川2號線站名牌
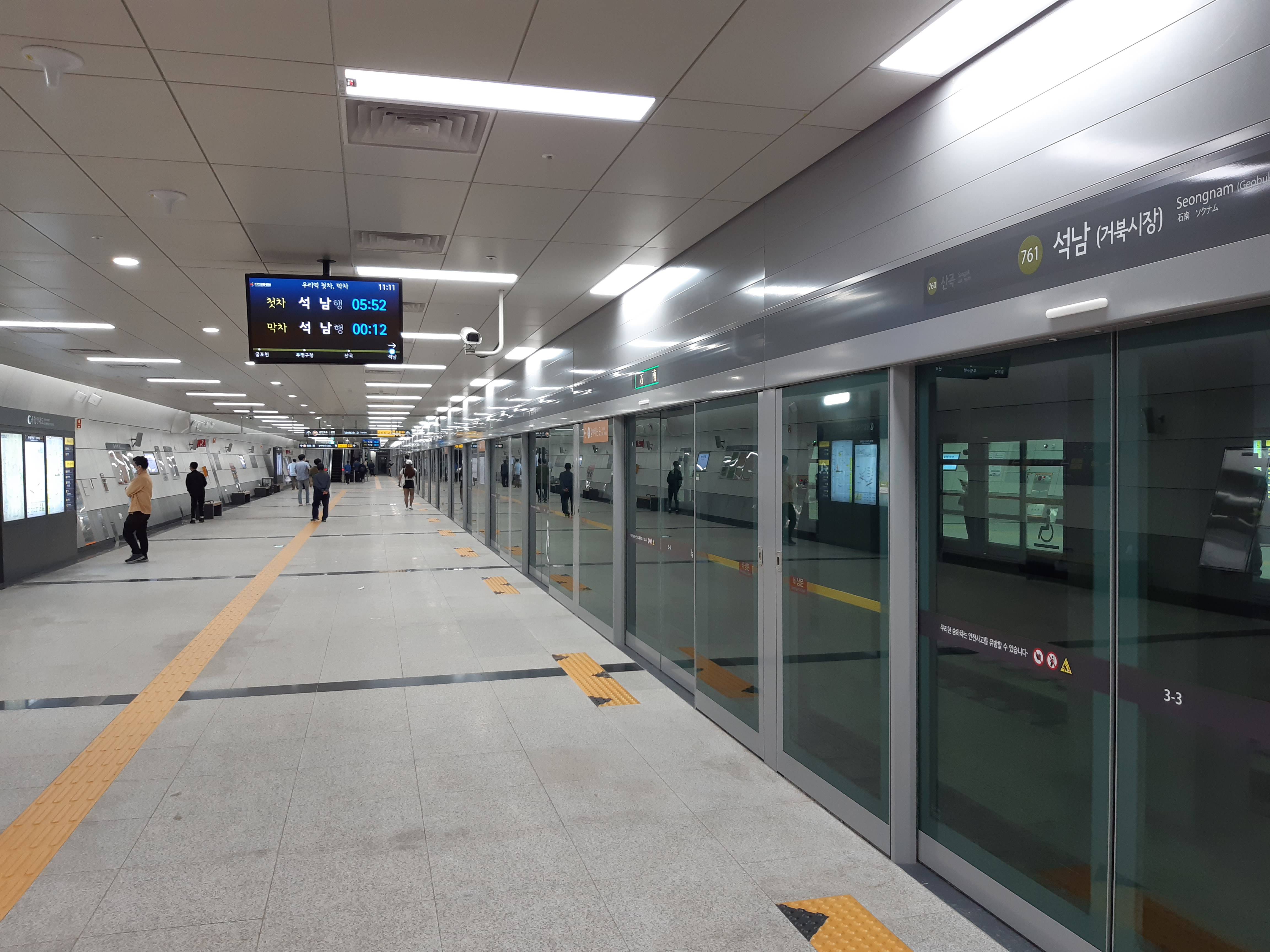
首爾7號線候車月台
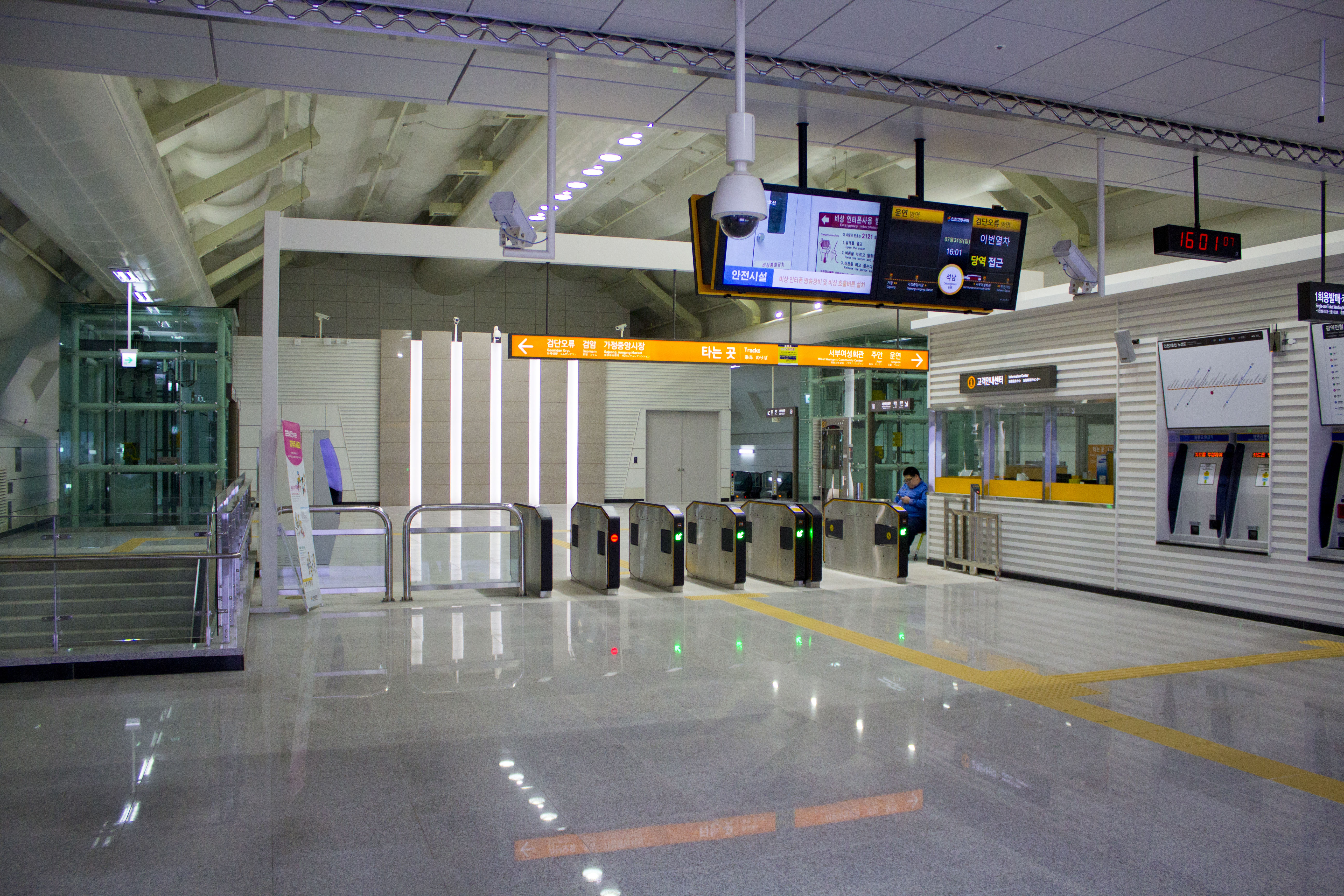
車站大廳（仁川2號線側）
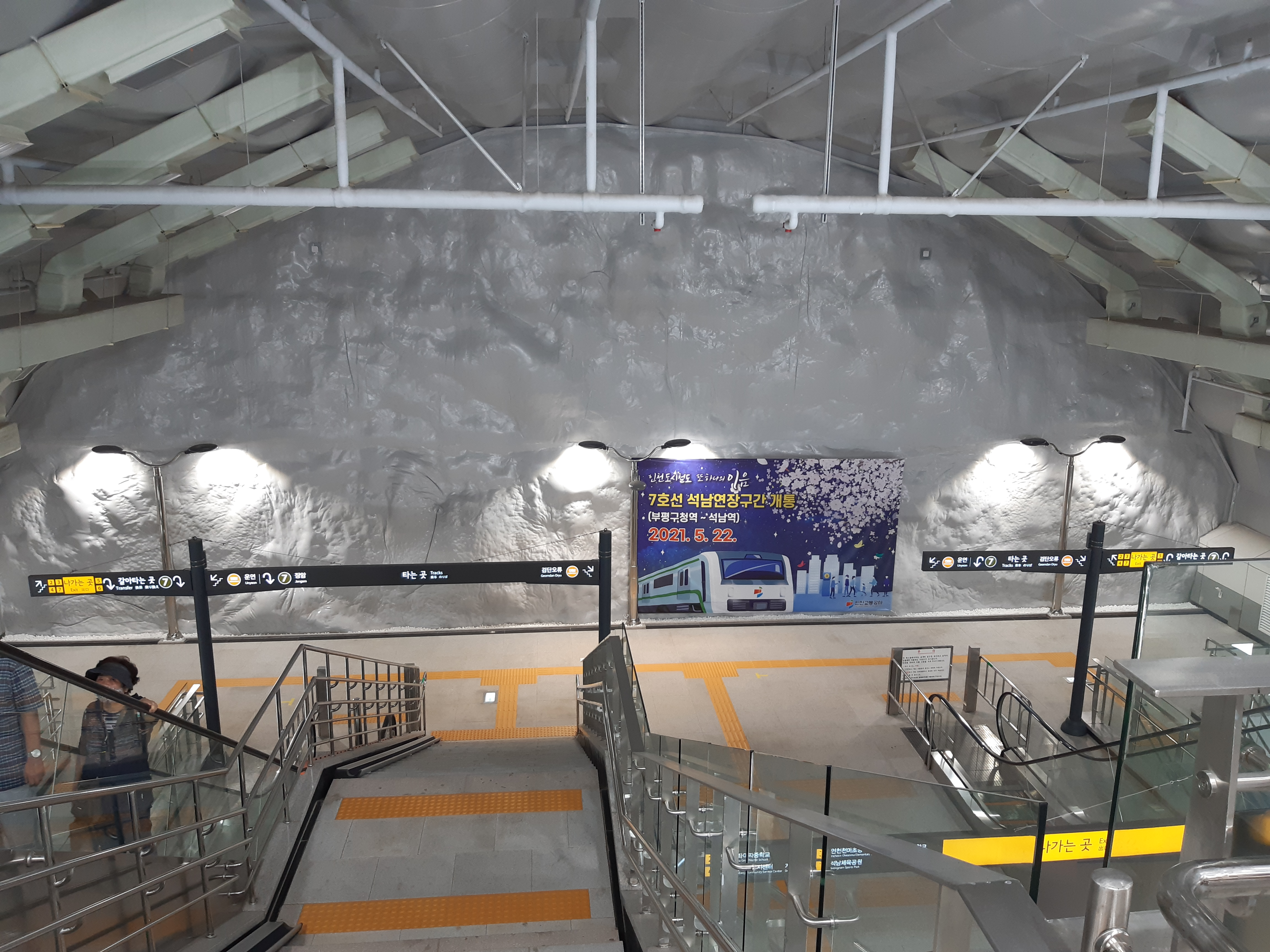
站內通道
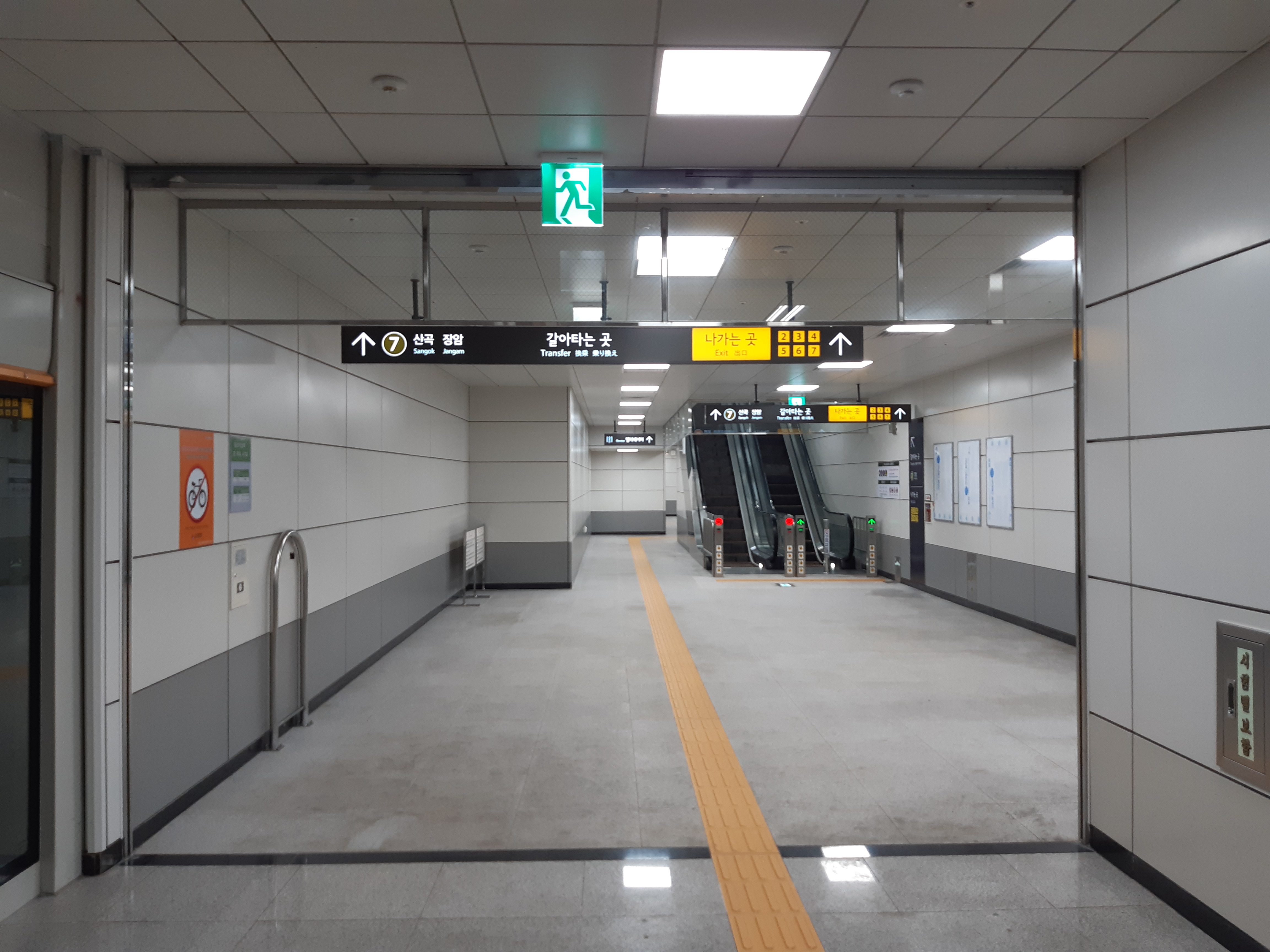
轉乘通道
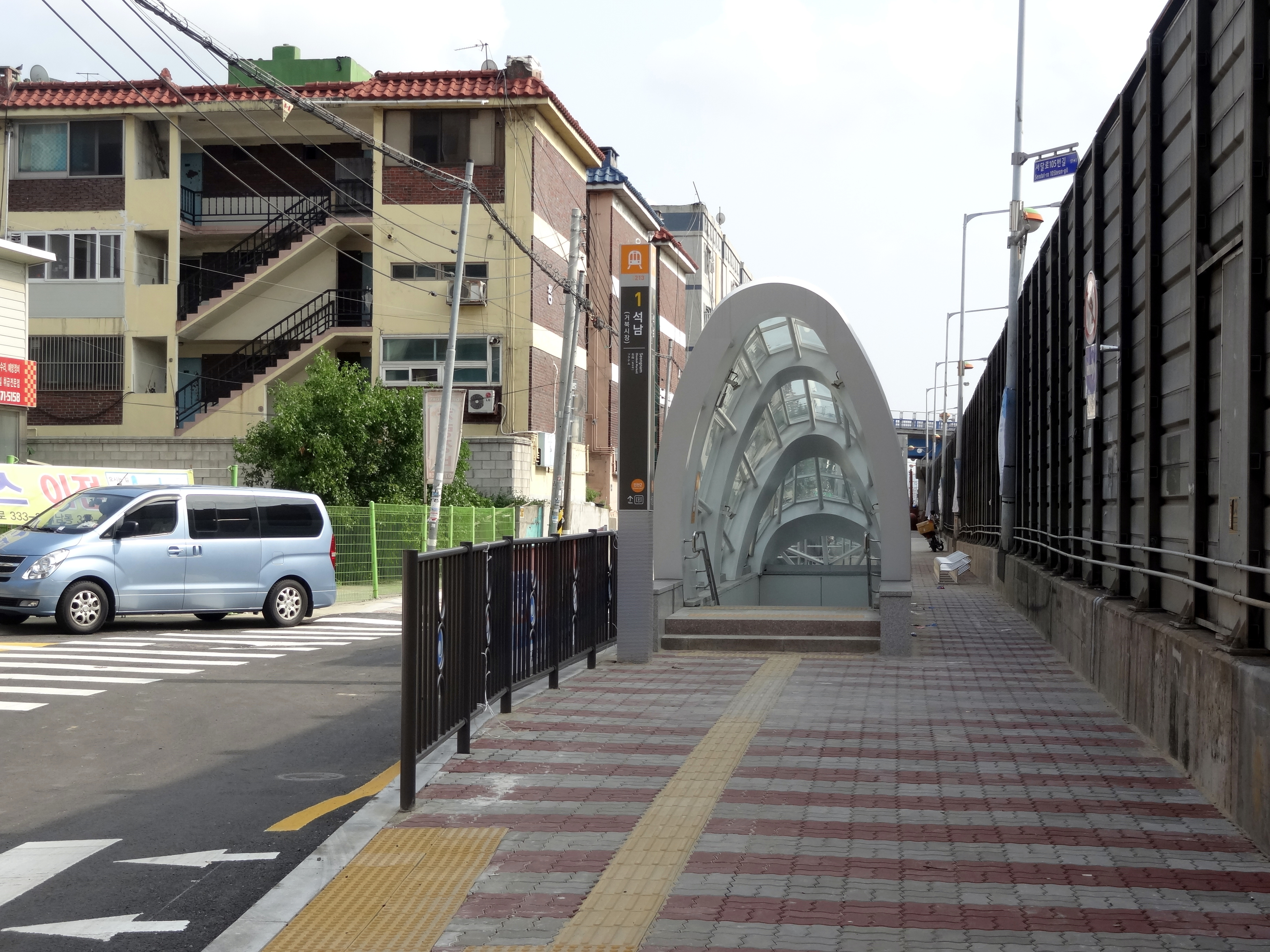
1號出口

## 相鄰車站
仁川交通公社
●首爾地鐵7號線
山谷（760）－石南（761）
●仁川都市铁道2号线
佳亭中央市場（I212）－石南（I213）－西部女性會館（I214）